# ناشط اوزجان
ناشط اوزجان (انگلیسی: Naşit Özcan; ۱۸۸۶ – ۲۶ آوریل ۱۹۴۳) بازیگر، و بازیگر سینما اهل امپراتوری عثمانی بود.